# Lutéolinidine
La lutéolinidine est un composé chimique de la famille des 3-désoxyanthocyanidines, une sous-famille des anthocyanidines, présente notamment dans le sorgho commun (Sorghum bicolor).

## Hétérosides
La lutéolinidine 5-O-β-D-[3-O-β-D-glucopyranosyl-2-O-acétylglucopyranoside] (un 3-désoxyanthocyanidine laminaribioside) est présent dans la fougère Blechnum novae-zelandiae.